# Elecciones para gobernador de Georgia de 2010
Las elecciones para gobernador de Georgia de 2010 se hicieron el 2 de noviembre de 2010 para escoger al Gobernador de Georgia en la que el Republicano Nathan Deal ganó las elecciones. Las primarias republicanas y demócratas tomaron lugar el 20 de agosto de 2010.